# Edward Hibberd Johnson
Edward Hibberd Johnson (4 de Janeiro de 1846 – 9 de setembro de 1917) foi um inventor e empresário norte-americano associado ao gênio Thomas Alva Edison. Edward H. Johnson tornou-se particularmente conhecido por ter sido o criador das luzes elétricas piscantes para as árvores de Natal.

## Vida
Ele esteve envolvido em muitos dos projetos de Edison e atuava como parceiro em uma organização, a qual evoluiu até a empresa General Electric.
No ano de 1882, Johnson era vice-presidente da então chamada de Edison Electric Company, quando criou a primeira árvore de natal iluminada com lâmpadas elétricas, a qual instalou na sala de sua casa na cidade de Nova Iorque com o objetivo de divulgar a recém-criada tecnologia envolvendo a iluminação elétrica. Desta forma ele é considerado o criador das luzes de Natal.
Edward Hibberd Johnson morreu em sua residência na cidade de Nova Iorque em 9 de setembro de 1917, aos 71 anos de idade.

## Primeiras luzes elétricas da árvore de Natal
A primeira árvore de Natal eletricamente iluminada conhecida foi criação de Edward H. Johnson. Enquanto era vice-presidente da Edison Electric Light Company, ele mandou fazer lâmpadas de árvore de Natal especialmente para ele. Ele exibiu sua árvore de Natal - conectada à mão com 80 lâmpadas elétricas vermelhas, brancas e azuis do tamanho de nozes - em 22 de dezembro de 1882, em sua casa em Nova York, 139 E. 36th Street em Murray Hill, Manhattan. A história foi relatada no Detroit Post and Tribune por um repórter chamado William Augustus Croffut. Croffut escreveu: "Ontem à noite, caminhei além da Quinta Avenida e liguei para a residência de Edward H. Johnson, vice-presidente da empresa elétrica de Edison". Ele morava em uma das primeiras áreas da cidade de Nova York conectadas para o serviço elétrico. Edward H. Johnson ficou conhecido como o Pai das Luzes Elétricas da Árvore de Natal.

A partir daí, árvores de Natal eletricamente iluminadas, dentro e fora de casa, cresceram com entusiasmo crescente nos Estados Unidos e em outros lugares. Em 1895, o presidente dos EUA, Grover Cleveland, patrocinou a primeira árvore de Natal iluminada eletricamente na Casa Branca. Tinha mais de uma centena de luzes multicoloridas. As primeiras lâmpadas de árvore de Natal produzidas comercialmente foram fabricadas em cordas de nove tomadas pela Edison General Electric Company de Harrison, Nova Jersey e anunciadas na edição de dezembro de 1901 do Ladies' Home Journal. Cada tomada levava uma lâmpada de filamento de carbono em miniatura de dois candela.